# Antti Aho
Antti Juhani Aho, född 28 oktober 1900 i Helsingfors, död 22 oktober 1960, var en finländsk författare och översättare.  
Antti Aho är son till Juhani Aho och Venny Soldan-Brofeldt. Han är bror till Heikki Aho och halvbror till Björn Soldan och växte upp på Ahola i Träskända. Han studerade på Helsingfors universitet, där han tog en filosofie kandidatexamen och senare en doktorsexamen. Han gjorde 1923–24 en studieresa till USA och arbetade där.
Han skrev bland annat en biografi över sin far, Juhani Ahos liv och verk I och II, som gavs ut 1951. Han skrev också teaterpjäser och gjorde översättningar. Från 1953 var han reklamchef för förlaget Werner Söderström Oy i Helsingfors. 
Han var gift med konsthantverkaren Aili Vainio.